# Nototropis megalops
Nototropis megalops is een vlokreeftensoort uit de familie van de Atylidae. De wetenschappelijke naam van de soort is voor het eerst geldig gepubliceerd in 1984 door Moore.